# Jimmy Hayes (Politiker)

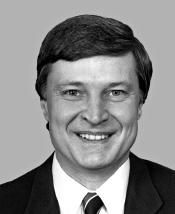
Jimmy Hayes

James Allison „Jimmy“ Hayes (* 21. Dezember 1946 in Lafayette, Louisiana) ist  ein US-amerikanischer Politiker. Zwischen 1987 und 1997 vertrat er den Bundesstaat Louisiana im US-Repräsentantenhaus.

## Werdegang
Jimmy Hayes besuchte die öffentlichen Schulen seiner Heimat und studierte danach bis 1967 an der University of Southwestern Louisiana in Lafayette. Nach einem Jurastudium an der Tulane University in New Orleans und seiner im Jahr 1970 erfolgten Zulassung als Rechtsanwalt begann er in New Orleans in seinem neuen Beruf zu arbeiten. Zwischen 1968 und 1974 war Hayes auch Mitglied in der Luftwaffe der Nationalgarde von Louisiana. Hayes engagierte sich neben seiner Anwaltstätigkeit auch in der Immobilienbranche. Außerdem war er für einige Zeit stellvertretender Bezirksstaatsanwalt. Zwischen 1984 und 1985 arbeitete er für die Staatsregierung von Louisiana als Beauftragter für die Finanzbehörden (Commissioner for Financial Institutions).
Hayes war ursprünglich Mitglied der Demokratischen Partei. Bei den Kongresswahlen des Jahres 1986 wurde er im siebten Wahlbezirk von Louisiana in das US-Repräsentantenhaus in Washington, D.C. gewählt, wo er am 3. Januar 1987 die Nachfolge von John Breaux antrat. Nach vier Wiederwahlen konnte er bis zum 2. Januar 1997 fünf Legislaturperioden im Kongress absolvieren. Hayes galt als konservativer Demokrat. Am 1. Dezember 1995 trat er zu den Republikanern über, weil ihm seine frühere Partei nicht mehr konservativ genug war.
Im Jahr 1996 bewarb er sich erfolglos um die Nominierung seiner neuen Partei für die Wahlen zum US-Senat. Bis heute ist er als Lobbyist im politischen Geschehen aktiv. Im Jahr 2008 unterstützte er den Wahlkampf von US-Senator David Vitter.